# Come to Life
Come to Life è il quarto album in studio della cantante australiana Natalie Imbruglia, pubblicato il 3 ottobre 2009. L'uscita del singolo di lancio Want è stata preceduta da Wild About It, singolo promozionale del quale è stato girato anche un video apparso in internet prima della pubblicazione dell'album. Questo è il primo disco prodotto dalla Malabar Records, casa discografica di proprietà della stessa cantante. Alla realizzazione del disco hanno collaborato anche Brian Eno, Chris Martin e Ben Hillier.

## Tracce
Edizione principale
1. My God – 4:03 (Natalie Imbruglia, Crispin Hunt)
2. Lukas – 3:49 (Guy Berryman, Jonny Buckland, Will Champion, Chris Martin)
3. Fun – 4:21 (Guy Berryman, Jonny Buckland, Will Champion, Chris Martin)
4. Twenty – 3:57 (Natalie Imbruglia, Solomon Sheppard)
5. Scars – 3:30 (Natalie Imbruglia, Jamie Hartman)
6. Want – 3:35 (Natalie Imbruglia, Chris Martin, Kat Kourtney, Gary Clark)
7. WYUT – 3:17 (Natalie Imbruglia, Alain Johannes, Natasha Shneider)
8. Cameo – 3:09 (Natalie Imbruglia, Ben Hillier, Dave McCracken)
9. All The Roses – 3:27 (Natalie Imbruglia, Gary Clark)
10. Wild About It – 4:07 (Natalie Imbruglia, Ben Hillier, Dave McCracken)

Edizione giapponese
1. Flirting – 5:00 (Natalie Imbruglia, Siddhartha Khosla)

## Classifiche
| Classifica (2009) | Posizione massima |
| ----------------- | ----------------- |
| Australia         | 67                |
| Italia            | 34                |
| Svizzera          | 70                |

### Classifica italiana
| Posizione | 34 | 42 | 68 | 68 | 88 | 72 | 97 |